# Parallel-Slalom
Der Parallel-Slalom ist eine Veranstaltung in den Sportarten  Ski Alpin und Snowboard.

## Abgrenzung
Neben dem Parallel-Slalom existieren noch andere Parallel-Wettbewerbe. Vom Parallel-Riesenslalom unterscheidet sich der Parallel-Slalom insbesondere durch kürzere Torabstände.

## Snowboard
Den Parallel-Slalom gibt es vor allem beim Snowboarden. Er steigert das Erleben der Spannung, denn die Zuschauer sehen neben dem direkten Vergleich der Geschwindigkeit auch Unterschiede im Fahrstil und den Kampf „Mann gegen Mann“.
Die Organisation eines Rennens kann von der einfachen Starteinweisung, bei welcher der Starter beide Läufer an den Schultern hält, über Linienrichter oder Zielfotos bis zu professioneller Zeitnahme mit Lichtschranken gehen. Bei größerem Starterfeld finden meist einzelne Qualifikationsläufe statt. Erst danach wird gegeneinander im K.-o.-System gefahren. Ein Duell besteht meist aus zwei Rennen mit Pistenwechsel, damit mögliche kleine Unterschiede in den Kursen keinen Einfluss haben.

## Ski Alpin
Erstmals in einem offiziellen Bewerb ausgetragen wurde ein Parallel-Slalom am 21. Februar 1967 auf der Hohe-Wand-Wiese in Wien. Im Rahmen des FIS-Skiweltcups fanden in der Geschichte erst wenige Parallel-Slaloms statt. Zum ersten Mal war dies 1975 in Gröden mit je einem Rennen für Damen und Herren der Fall und insgesamt gab es im Weltcup bis 1998 erst drei solche Rennen für Damen und zwei für Herren, die auch für den Einzelweltcup zählten. Außerdem gab es sowohl am 6. Januar 1986 in Wien als auch am 28. Dezember 1986 am Teufelsberg in Berlin Parallel-Slaloms (nur für Herren) – und außerdem zum Teil vor dem eigentlichen Beginn der Weltcupsaisonen im Rahmen der so genannten World Series of Skiing und auch am Schlusstag von Weltcup-Saisonen Parallel-Slaloms, die alle allerdings nur auf den Nationencup Einfluss hatten. Von 1998 bis 2010 standen keine Parallelrennen im Weltcupkalender.
Am 2. Januar 2009 wurde ein Parallel-Slalom in Moskau veranstaltet. Für dieses nicht zum Weltcup zählende Einladungsrennen mit zahlreichen Weltklasse-Skiläufern wurde eigens eine 56 Meter hohe Rampe errichtet. Am 21. November 2009 fand unter dem Namen FIS Alpine Ski Champions Cup vor über 25.000 Zusehern eine Neuauflage statt, wobei es neben dem Wettbewerb für die Männer erstmals auch einen für die Frauen gab. Seit der Saison 2010/11 sind solche Parallelrennen als City Event Teil des Weltcups.
Innerhalb der FIS gibt es Bestrebungen, die Regeln des Parallel-Riesenslaloms, des Parallel-Slaloms und möglicherweise des City Events zu harmonisieren, um das Parallelrennen als feste sechste Disziplin neben Abfahrt, Super-G, Riesenslalom, Slalom und Alpiner Kombination in die Wettbewerbe zu integrieren. Im Herbst 2018 wurde eine entsprechende Arbeitsgruppe eingesetzt, die Premiere im Weltcup ist für 2019/20, die Premiere bei den Weltmeisterschaften erfolgte 2021.